# Меріван
Меріван, або Дез Шапур , або Кале-є-Меріван  (перс. مریوان, курд. مەریوان, Merîwan) - місто на заході Ірану, у провінції Курдистан. Адміністративний центр шахрестану Меріван. Третє за кількістю жителів місто провінції .

## Географія

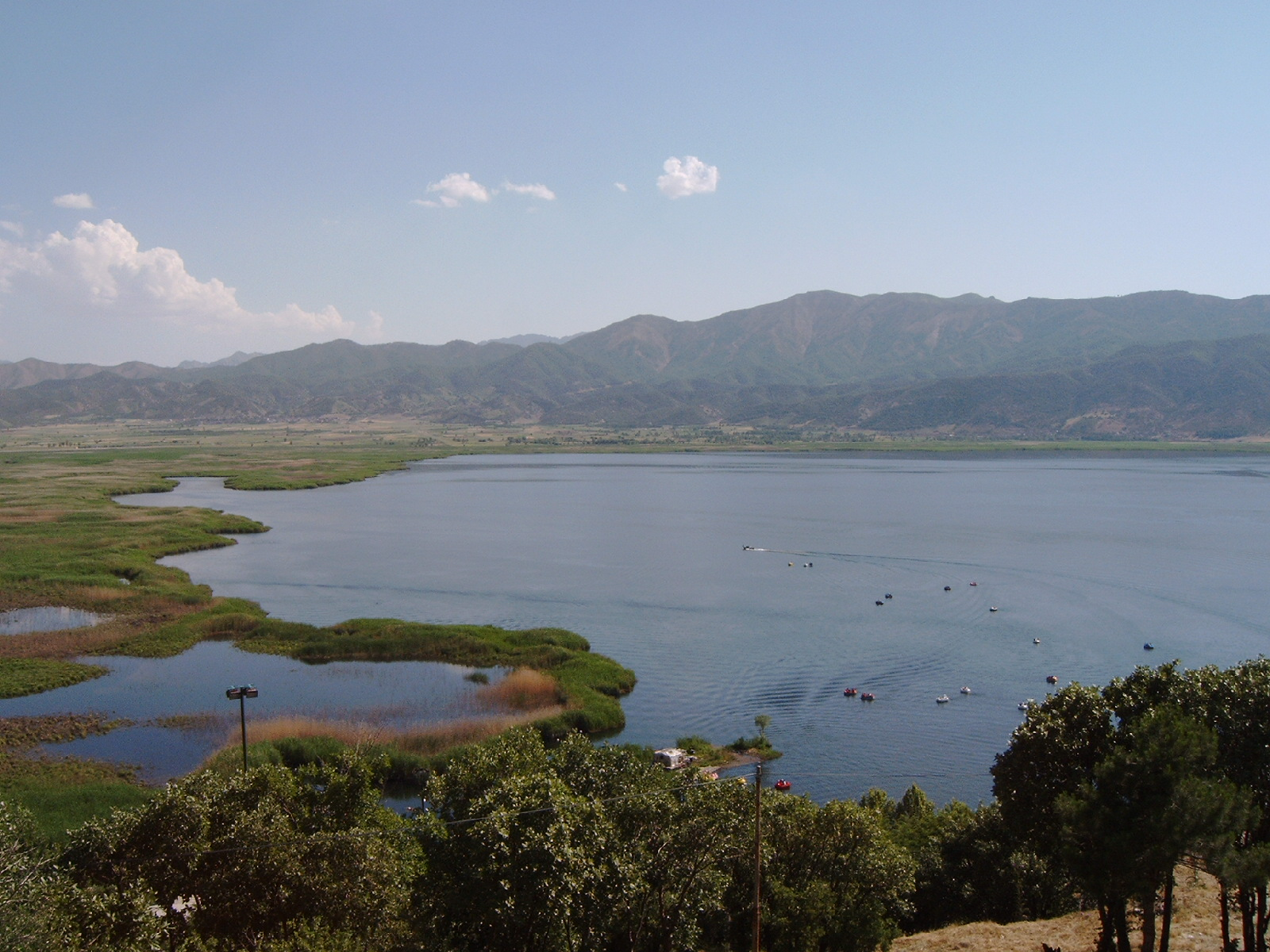
Краєвид озера Зарівар

Місто лежить у західній частині Курдистану, у гірській місцевості, на висоті 1289 метрів над рівнем моря .
Меріван розташований приблизно за 75 кілометрів на захід-північний захід (WNW) від Сенендеджа, адміністративного центру провінції і за 460 кілометрів на захід від Тегерана, столиці країни.

## Населення
За даними перепису, на 2006 рік у місті проживало 91 664 особи ; у національному складі переважають курди (носії мови сорані), у конфесійному - мусульмани-суніти.
| 1986 | 1991  | 1996  | 2006  | 2012   |
| ---- | ----- | ----- | ----- | ------ |
| 5039 | 45205 | 60459 | 91664 | 101047 |

## Пам'ятки
В околицях Мерівана є кілька унікальних природних об'єктів і ландшафтів.
На захід від міста, на висоті 1285 метрів над рівнем моря, розкинулось мальовниче гірське озеро Зарівар, довжина і ширина якого становлять 4,5 і 2 кілометри відповідно.
Меріван оточують лісові масиви, що займають площу близько 185 000 га.
У навколишніх горах, на скельній поверхні вирізані людські фігури, а також клинописні написи, що датовані кінцем 2-го - початком 1-го тисячоліття до н.е.